# The 3DO Company
The 3DO Company (denumire anterioară THDO), cunoscută și ca 3DO a fost o companie producătoare de jocuri video. A fost fondată în 1991 sub denumirea SMSG, Inc. (de la San Mateo Software Group) de către co-fondatorul Electronic Arts, Trip Hawkins, în parteneriat cu șapte alte companii, printre care LG, Matsushita (sau Panasonic), AT&T, MCA, Time Warner și Electronic Arts.
Compania a fost închisă în mai 2003.

## Jocuri create
- Heroes of Might and Magic II (1996)
- Heroes of Might and Magic II: The Price of Loyalty (1996)
- Heroes of Might and Magic III (1999)
- Might and Magic VII: For Blood and Honor (1999)
- Heroes of Might and Magic III: Armageddon's Blade (1999)
- Heroes Chronicles: Warlords of the Wasteland (2000)
- Heroes Chronicles: Conquest of the Underworld (2000)
- Heroes Chronicles: Clash of the Dragons (2000)
- Heroes Chronicles: Masters of the Elements (2000)
- Heroes of Might and Magic III: The Shadow of Death (2000)
- Heroes Chronicles: The World Tree (2000)
- Might and Magic VIII: Days of the Destroyer (2000)
- Heroes Chronicles: Fiery Moon (2001)
- Heroes of Might and Magic: Quest for the Dragon Bone Staff (2001)
- Heroes Chronicles: The Sword of Frost (2001)
- Heroes Chronicles: Revolt of the Beastmasters (2001)
- Heroes of Might and Magic IV (2002)
- Might and Magic IX (2002)
- Heroes of Might and Magic IV: The Gathering Storm (2002)
- Heroes of Might and Magic IV: Winds of War (2003)